# Anouar el-Khalil
Pour les articles homonymes, voir Khalil.
Anouar el-Khalil (né en 1938 à Lagos – Nigeria) est un homme politique libanais.
Diplômé en droit de l’Université de Londres, il est président de l’Union Culturelle Libanaise Internationale entre 1972 et 1973 et président de la Fédération des Banques arabes entre 1983 et 1989.
Nommé député druze du Sud-Liban (Hasbaya Marjeyoun) en 1991, il est réélu à ce poste lors des législatives de 1992, 1996, 2000, 2005 et 2009 sur la liste du chef du Mouvement Amal, Nabih Berri.
Il est secrétaire général du Bloc de la Libération et du Développement, dirigé par Nabih Berri, depuis juin 2005.
Il a occupé les postes de ministre d’État aux Affaires parlementaires (1992-1994), ministre d’État à la Réforme administrative (1995-1996) dans les gouvernements de Rafiq Hariri, ministre des Déplacés et ministre de l’Information (1998-2000) dans l’équipe de Salim El-Hoss.
Son rôle de ministre de l’Information a été fortement critiqué durant l’été 2000, notamment l’instrumentalisation des médias publics contre les candidats de l’opposition aux législatives de cette année.
Sans être son allié politique au niveau national, Anouar el-Khalil est souvent proche de Walid Joumblatt sur les questions locales ou internes à la communauté druze.